# 海伊派恩斯 (佛羅里達州)
海伊派恩斯（英語：High Pines）是位於美國佛羅里達州邁阿密-戴德縣的一個非建制地區。該地的面積和人口皆未知。

## 地理
海伊派恩斯的座標為25°42′03″N 80°16′52″W / 25.70083°N 80.28111°W，而該地的平均海拔高度為13米（即43英尺）。